# Гаджимагомедов, Муслим Гамзатович
Муслим Гамзатович Гаджимагомедов (род. 14 января 1997, с. Нитилсух, Тляратинский район, Дагестан, Россия) — российский боксёр из Дагестана, действующий чемпион мира по версии WBА в бриджевейте (до 101,6 кг) (2024) среди профессионалов. Заслуженный мастер спорта России (2020), член национальной сборной России (2020-х годах), серебряный призёр Олимпийских игр 2020 года, двукратный чемпион мира (2019, 2023), чемпион Европы (2019), серебряный призёр чемпионата Европы (2017), четырёхкратный чемпион России (2016, 2018, 2020, 2022), победитель и призёр международных и национальных турниров в любителях. Победитель командного полупрофессионального турнира «Лига бокса. Интерконтинентальный Кубок» (2022).
Лучшая позиция по рейтингу BoxRec — 20-я (декабрь 2023) и является 2-м среди российских боксёров первой тяжёлой весовой категории, — входя в ТОП-20 лучших боксёров первого тяжёлого веса всего мира.

## Биография
Родился в Тляратинском районе Дагестана. По национальности — аварец. Выступает за клуб ЦСКА, служит в спортивной роте, и носит воинское звание «сержант».

## Любительская карьера
Живёт в Махачкале, и является воспитанником махачкалинской академии бокса при ШВСМ имени Али Алиева.

### Чемпионат Европы — 2017
14 июня 2017 года государственная пограничная служба Украины не впустила на территорию страны боксёра Георгия Кушиташвили (категория до 81 кг) по причине нарушения украинской государственной границы в районе Крыма, который является объектом территориальных разногласий между Россией, контролирующей его с марта 2014 года, и Украиной. Кушиташвили на чемпионате заменил партнёр по команде Муслим Гаджимагомедов.

### Евроигры — 2019
10 июня 2019 года стало известно, что Муслим выступит на Европейских играх в Минске. Где он в итоге стал чемпионом Европейских игр в весе до 91 кг, в четвертьфинале со счётом 5:0 победив итальянца Азиза Мухийдина, в полуфинале со счётом 5:0 победив хорвата Тони Филипи, и в финале по очкам (5:0) победив опытного белоруса Владислава Смягликова.

### Чемпионат мира — 2019
В сентябре 2019 года стал чемпионом мира на чемпионате мира в Екатеринбурге, в четвертьфинале победив по очкам (5:0) опытного английского боксёра Чивона Кларка, в полуфинале победив по очкам (5:0) опытного болгарского боксёра Радослава Панталеева, а в финале, Муслим уверенно победил по очкам (5:0) опытного боксёра из Эквадора Хулио Кастильо.
В апреле 2021 года стал победителем в весе до 91 кг международного турнира «Кубок Губернатора Санкт-Петербурга», в финале победив опытного белоруса Владислава Смягликова.

### Олимпийские игры 2020 года
В начале июня 2021 года в Париже (Франция), в четвертьфинале квалификационного турнира победил итальянца Азиза Аббеса Мухийдина, и прошёл квалификацию на Олимпийские игры 2020 года.
В августе 2021 года участвовал в Олимпийских играх в Токио, где в 1/8 финала соревнований по очкам победил алжирца Абдельхафида Беншабла, а в четвертьфинале победил немца Аммара Абдулджаббара, в полуфинале победил по очкам опытного новозеландца Дэвида Ньика, но в финале по очкам уступил опытному кубинцу Хулио Сесару Ла Крусу. В итоге стал серебряным призёром XXXII летних Олимпийских игр.
11 декабря 2022 года в Абу-Даби (ОАЭ), на турнире IBA Champions’ Night в завершении III Global Boxing Forum, в рамках новой полупрофессиональной боксёрской серии IBA Pro Series, в 5-раундовом поединке единогласным решением судей победил участника Олимпийских игр 2020 года представителя Испании Энмануэля Рейеса.

### 2023—2024 годы
В феврале 2023 года он стал бронзовым призёром международного турнира на призы короля Марокко Мухаммеда VI в Марракеше (Марокко), в полуфинале — в конкурентном бою по очкам (счёт: 1:4) опять проиграв опытному кубинцу Хулио Сесару ла Крусу, — который в итоге стал серебряным призёром этого турнира.
В апреле 2024 года, в Белграде (Сербия) стал финалистом чемпионата Европы, где он в четвертьфинале по очкам со счётом 5:0 победил француза Сохеба Буафиа, в полуфинале единогласным решением судей победил выступающего за Сербию Садама Магомедова, и в финале выступит против армянина Нарека Манасяна.

## Профессиональная карьера
24 декабря 2021 года в Москве (Россия) дебютировал на профессиональном ринге, в 1-м тяжёлом весе, досрочно нокаутом во 2-м раунде победив опытного колумбийца Дейбиса Беррокаля.
В июне 2022 года в составе команды Сборной России стал победителем коммерческого командного Интерконтинентального Кубка «Лига бокса» прошедшего в Москве, и организованного букмекерской компанией «Лига Ставок» и телеканалом «Первый канал». Кубок прошёл по полупрофессиональным правилам: проходили 4-х раундовые бои по профессиональным правилам, но в мягких любительских боксёрских перчатках. Гаджимагомедов участвовал во всех четырёх турнирах этого Кубка выступая в весе до 90 кг, и нокаутом в 4-м раунде победил эквадорца Антонио Оклеса из команды Америки, также победил единогласным решением судей конголезца Симбу Кингумба из команды Африки и дважды победил, в финале даже досрочно, опытного узбека Мадияра Сайдрахимова из команды Азии.
27 октября 2023 года в Душанбе (Таджикистан) на турнире «IBA Champions Night» победил по итогам 8 раундов представителя ЮАР Акани Фузи. По итогам восьми раундов россиянин одержал победу единогласным решением судей.
9 декабря 2023 года в Дубае в рамках ежегодного конгресса Международной боксерской ассоциации (IBA) прошел очередной турнир «IBA Champions Night», в котором провел десятираундовый поединок против бывшего претендента на титул чемпиона мира в первом тяжелом весе Артура Манна. Муслим с первых секунд стартового раунда захватил инициативу и на дистанции не оставлял немцу никаких шансов. В 5 и 7 раунде соперник оказывался в нокдауне, а после 8-го раунда не вышел на ринг.

### Бой за титул WBA в бриджервейте
12 июля 2024 года в Серпухове в рамках очередного турнира «Ночь чемпионов IBA», организованных промоутерской компанией СОЮЗ при поддержке Федерации бокса России и WBA прошел вечер бокса где Гаджимагомедов оспорил вакантный пояс WBA в бриджервейте с китайцем Чжангом Чжаосинем. Бой продлился 4 раунда на протяжении которых российский боец доминировал и буквально избивал китайского боксера на выбор. В 4-м раунде рефери остановил бой присудив победу нокаутом. 

#### Бой с Хартом
17 октября 2024 года в вечере бокса «Ночь чемпионов IBA», в Уфе провел первую защиту титула против обязательного претендента из Германии Леона Харта. На протяжении всей дистанции боя Гаджимагомедов доминировал, был во всех компонентах лучше соперника. Судьи отдали победу чемпиону с одинаковым разгромным счётом: 120-108.

#### Бой с Мчуну
31 января 2025 года в рамках «Ночи чемпионов IBA» в Москве победил опытного 36-летнего боксёра из ЮАР Табисо Мчуну. Бой носил не титульный характер, так как обязательная защита пояса уже была проведена в октябре 2024 года, а новый обязательный претендент ещё не был назначен.
Бой начался с разведки и работы джебом от обоих боксеров. Первый значимый эпизод возник в самом конце 2-го раунда когда чемпион зацепил Мчуну боковым на смещении. Следующие раунды прошли с преимуществом россиянина который приспособился к неудобному левше. В 8-м раунде боксеры устроили размен, где точнее был чемпион. В чемпионских трёхминутках Муслим так же был лучше. Судьи оценили бой: 100-90 дважды, 100-91.

## Статистика профессиональных боёв
В таблице перечислены результаты всех поединков боксёров.
В каждой строке указан результат поединка. Дополнительно номер поединка обозначен цветом, который обозначает итог поединка. Расшифровка обозначений и цветов представлена в нижеследующей таблице.
| Пример | Расшифровка                     |
| ------ | ------------------------------- |
|        | Победа                          |
|        | Ничья                           |
|        | Поражение                       |
|        | Планируемый поединок            |
|        | Поединок признан несостоявшимся |
| КО     | Нокаут                          |
| ТКО    | Технический нокаут              |
| PTS    | Решение судей (по очкам)        |
| UD     | Единогласное решение судей      |
| MD     | Решение большинства судей       |
| SD     | Раздельное решение судей        |
| RTD    | Отказ от продолжения боя        |
| DQ     | Дисквалификация                 |
| NC     | Поединок признан несостоявшимся |

| 6 поединков, 6 побед (3 нокаутом). | 6 поединков, 6 побед (3 нокаутом). | 6 поединков, 6 побед (3 нокаутом). | 6 поединков, 6 побед (3 нокаутом). | 6 поединков, 6 побед (3 нокаутом).   | 6 поединков, 6 побед (3 нокаутом). | 6 поединков, 6 побед (3 нокаутом).                                                   |
| Бой                                | Рекорд                             | Дата боя                           | Соперник                           | Место проведения боя                 | Результат                          | Дополнительно                                                                        |
| ---------------------------------- | ---------------------------------- | ---------------------------------- | ---------------------------------- | ------------------------------------ | ---------------------------------- | ------------------------------------------------------------------------------------ |
| 6                                  | 6-0                                | 31 января 2025                     | Табисо Мчуну (23-7)                | Амадор Калонджи (7-1)                | UD 10                              | Счёт судей: 74-78, 78-74, 78-74.                                                     |
| 5                                  | 5-0                                | 17 октября 2024                    | Леон Харт (22-5-1)                 | Уфа-Арена, Уфа, Россия               | UD 12                              | Бой за титул чемпиона мира по версии WBA в бриджервейте (1-я защита Гаджимагомедова) |
| 4                                  | 4-0                                | 12 июля 2024                       | Чжан Чжаосинь (11-1)               | Колизей IBA, Серпухов, Россия        | RTD 4 (12), 3:00                   | Завоевал титул WBA в бриджервейте                                                    |
| 3                                  | 3-0                                | 9 декабря 2023                     | Артур Манн (20-3)                  | Agenda Arena, Дубай, ОАЭ             | RTD 8 (10), 3:00                   | В 5-м и 7-м раунде Манн в нокдауне.                                                  |
| 2                                  | 2-0                                | 27 октября 2023                    | Акани Фузи (13-2)                  | Душанбе, Таджикистан                 | UD 8                               | Счёт судей: 80-72 (трижды).                                                          |
| 1                                  | 1-0                                | 24 декабря 2021                    | Дейбис Беррокаль (17-8)            | УСК «Крылья Советов», Москва, Россия | KO 2 (6), 2:54                     | Дебют в профессиональном боксе.                                                      |
| Бой                                | Рекорд                             | Дата боя                           | Соперник                           | Место проведения боя                 | Результат                          | Дополнительно                                                                        |

## Спортивные достижения в любителях
- Чемпионат Европы по боксу 2017 — ;
- Чемпионат мира по боксу 2019 — ;
- Европейские игры 2019 — ;
- Чемпионат Европы по боксу 2017 — ;
- Чемпионат России по боксу 2016 — ;
- Чемпионат России по боксу 2018 — ;
- Чемпионат России по боксу 2020 — ;
- Олимпийские игры 2020 — ;
- Чемпионат России по боксу 2022 — ;

## Награды
- Медаль ордена «За заслуги перед Отечеством» I степени (11 августа 2021) — за большой вклад в развитие отечественного спорта, высокие спортивные достижения, волю к победе, стойкость и целеустремленность, проявленные на Играх XXXII Олимпиады 2020 года в городе Токио (Япония)[38];
- Орден Почёта Республики Дагестан III степени (26 мая 2023) — за большой вклад в развитие физической культуры и спорта в Республике Дагестан и в связи с успешным выступлением на XXII чемпионате мира по боксу в городе Ташкенте (Республика Узбекистан)[39];
- Почетная грамота Правительства Республики Дагестан (17 мая 2023) — за заслуги в области физической культуры и спорта и высокие спортивные достижения.
- «Спортсмен года 2023», Национальная спортивная премия Министерства Спорта[40]